# Körmend
Körmend är en stad i provinsen Vas i den västliga delen av Ungern. Körmend hade år 2020 totalt 10 986 invånare och tillhör distriktet med samma namn.